# TCI
TCI（The Children Investment Fund Management），是英國投资家Chris Hohn创立的對沖基金。

## 历史
TCI該創立於2003年，創辦人Chris Hohn於哈佛大學商學院畢業。
2005年初曾經推翻德國證券交易所收購倫敦證券交易所的建議，並曾把德國證券交易所行政總裁推下臺。
TCI以倫敦為基地，創立時規模約30億美元，由於基金每年都會撥出資產淨值的0.5%捐給基金創辦人妻子的兒童慈善基金因而得名。基金管理資產約40億美元。
自2005年起，該基金積極染指香港股市，包括購入領展（港交所：823）17.95%基金單位成為其最大單一股東，以及買入不少新世界發展（港交所：0017）及百仕達（港交所：1168）的股份。

## 外部参考
- 兒童慈善基金 資料（页面存档备份，存于）
- 領展（港交所：823）前主席鄭明訓評論：TCI未了解香港民情（页面存档备份，存于） 2007年5月25日，文匯報